# بيرسي هودج
بيرسي هودج (بالإنجليزية: Percy Hodge)‏ (و. 1890 – 1967 م) هو منافس ألعاب قوى بريطاني، ولد في هرم، شارك في الألعاب الأولمبية الصيفية 1920، توفي عن عمر يناهز 77 عاماً.

## روابط خارجية
- بيرسي هودج على موقع أوليمبيديا (الإنجليزية)
- بيرسي هودج على موقع اللجنة الأولمبية البريطانية (الإنجليزية)